# Hilara bolkarensis
Hilara bolkarensis är en tvåvingeart som beskrevs av Ciftci, Parvu och Hasbenli 2008. Hilara bolkarensis ingår i släktet Hilara och familjen dansflugor.
Artens utbredningsområde är Turkiet. Inga underarter finns listade i Catalogue of Life.